# Онтоји
Онтоји (фр. Antheuil) насеље је и општина у источном делу централне Француске у региону Бургоња, у департману Златна обала која припада префектури Бон.
По подацима из 2011. године у општини је живело 63 становника, а густина насељености је износила 6,13 становника/km². Општина се простире на површини од 10,28 km². Налази се на средњој надморској висини од 510 метара (максималној 613 m, а минималној 345 m).

## Демографија
| 1962. | 1968. | 1975. | 1982. | 1990. | 1999. | 2011. |
| ----- | ----- | ----- | ----- | ----- | ----- | ----- |
| 39    | 51    | 44    | 46    | 53    | 65    | 63    |

График промене броја становника у току последњих година